# Совет Республик Верховного Совета СССР
Совет Республик Верховного Совета СССР (Совет Республик ВС СССР) — верхняя палата Верховного Совета СССР, созданная на основании Закона СССР от 5 сентября 1991 года N 2392-I «Об органах государственной власти и управления Союза ССР в переходный период», однако не предусмотренная ст. 111 Конституции СССР. В конце декабря 1991 года Совет Республик, продолжавший сохранять кворум, который позволял принимать решения, распустил органы власти СССР и принял декларацию о прекращении его существования в связи с образованием СНГ.

## Делегирование депутатов от РСФСР
18 октября 1991 года Верховный Совет РСФСР принял постановление об утверждении состава делегации РСФСР в Совете Республик (спустя 2 месяца в связи с ратификацией соглашения о создании СНГ российский парламент отменит свое решение). Однако, согласно части 2 статьи 1 Закона СССР «Об органах государственной власти и управления Союза ССР в переходный период», принятие данного решения находилось в компетенции Съезда народных депутатов РСФСР, поскольку именно он, а не Верховный Совет, являлся высшим органом государственной власти РСФСР.  Возобновивший 28 октября свою работу V Съезд народных депутатов РСФСР не принимал решения о делегировании народных депутатов СССР и РСФСР в новый состав Верховного Совета СССР или об утверждении упомянутого постановления российского парламента.

## Полномочия
Согласно ст. 2 Закона СССР «Об органах государственной власти и управления Союза ССР в переходный период» от 5 сентября 1991, Совет Республик был уполномочен принимать решения об организации и порядке деятельности союзных органов, ратифицировать и денонсировать международные договоры Союза ССР
Одним из самых известных решений этого органа власти стало принятие закона СССР «О реорганизации органов государственной безопасности» от 3 декабря 1991 года № 124-Н, который упразднил КГБ СССР.

## Принятие декларации № 142-Н
11 декабря 1991 года Комитет конституционного надзора СССР выступил с заявлением, осуждающим подписание Соглашения о создании СНГ, в котором указывалось, что одни республики не вправе решать вопросы, касающиеся прав и интересов других республик. Органы власти СССР могут прекратить своё существование только «после решения в конституционном порядке вопроса о судьбе СССР».
18 декабря Совет Республик заявил, что считает Соглашение о создании СНГ реальной гарантией выхода из острейшего политического и экономического кризиса, а также объявил о недопустимости антиконституционных действий по отношению к Верховному Совету СССР и президенту СССР.
24 декабря председатель Совета Республик Ануарбек Алимжанов на заседании палаты выступил с заявлением о необходимости принятия решения о правовом порядке прекращения союзной государственности в связи с созданием СНГ. Депутаты приступили к обсуждению соответствующих актов.
26 декабря 1991 года, после подписания М. С. Горбачёвым указа о добровольном сложении с себя полномочий президента СССР, Совет Республик Верховного Совета СССР под председательством Алимжанова, в нарушении Закона СССР от 03.04.1990 № 1409-I «О порядке решения вопросов, связанных с выходом союзной республики из СССР» и итогов Всесоюзного референдума о сохранении СССР, принял декларацию № 142-Н о прекращении существования СССР в связи с образованием СНГ, ошибочно указав в ней, что высший государственный орган Российской Федерации (РСФСР) — Съезд народных депутатов ратифицировал Соглашение о создании СНГ. Также в Декларации было указано, что Соглашение было ратифицировано высшими государственными органами (Верховными Советами) Киргизии и Узбекистана, что на тот момент не соответствовало действительности. Совет Республик также принял другие документы и постановления — об освобождении от должностей судей Верховного, Высшего арбитражного суда и коллегии Прокуратуры СССР со 2 января 1992 года, об освобождении от должностей главы Госбанка СССР и его первого заместителя.
Вторая палата союзного парламента — Совет Союза Верховного Совета СССР — не имел кворума и в решении этого вопроса не участвовал. Но часть членов палаты приняли заявление, в котором объявили, что считают принятые решения о ликвидации общегосударственных органов власти и управления незаконными и не отвечающими сложившейся ситуации, и заявили, что в случае дальнейшего осложнения обстановки в стране оставляют за собой право созыва в будущем Съезда народных депутатов СССР, что, впрочем, так и не было выполнено на деле.

## Председатель Совета Республик
Председатель Совета Республик Верховного Совета СССР — должностное лицо, занимавшееся ведением заседаний Совета Республик. Должность была введена законом «Об органах государственной власти и управления СССР в переходный период». Избирался Советом Республик. Единственный занимавший эту должность — народный депутат Казахской ССР Ануарбек Алимжанов. Должность Председателя Совета Республик была упразднена Декларацией «О прекращении существования СССР в связи с образованием СНГ».